# Japanische-Enzephalitis-Impfstoff

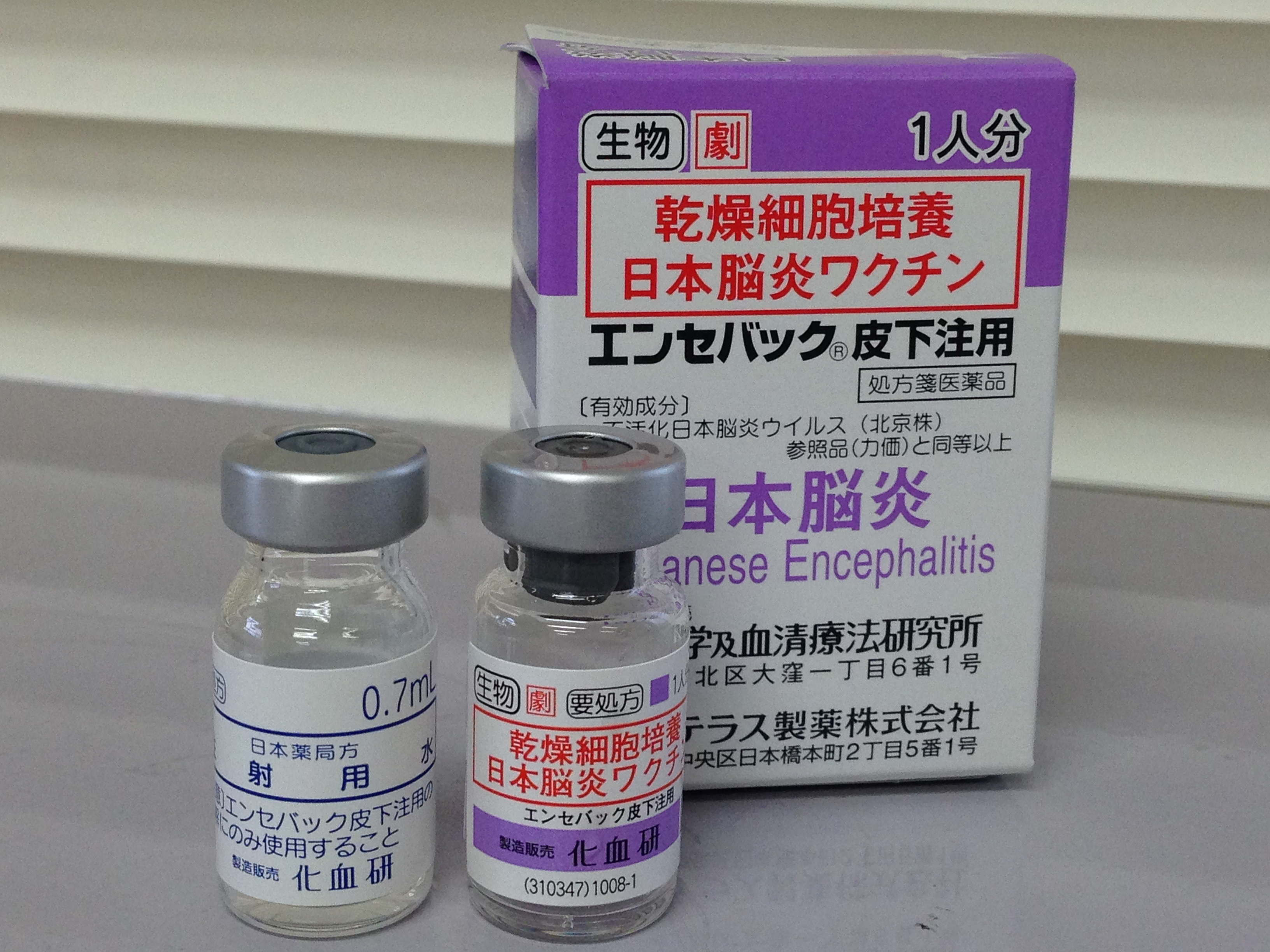
Japanische-Enzephalitis-Impfstoff (2016)

Der Japanische-Enzephalitis-Impfstoff ist ein Impfstoff gegen Infektionen mit dem Japanische-Enzephalitis-Virus.

## Eigenschaften
Die ersten beiden Japanische-Enzephalitis-Impfstoffe wurden in den 1950er Jahren entwickelt und waren inaktivierte Impfstoffe. Der Impfstoff JE-Vax wurde bis 2005 in Zellkulturen von murinen Neuronen erzeugt (Impfstamm Nakayama oder Beijing-3). Der Impfstamm Beijing-1 wurde von 1968 bis 2005 in China verwendet.
Heutige Japanische-Enzephalitis-Impfstoffe sind entweder attenuierte Lebendimpfstoffe oder inaktivierte Impfstoffe. In den USA ist nur der inaktivierte Impfstoff (Ixiaro von Valneva) seit 2009 für Menschen über 17 Jahren und seit 2013 für Menschen ab zwei Monaten zugelassen. Ixiaro (synonym JEspect, Impfstamm IC51) wurde 2009 in Europa, Australien und den USA zugelassen und basiert auf dem in Vero-Zellen kultivierten Impfstamm SA14-14-2. Dieser Impfstoff wird zweimal verabreicht. Weiterhin existieren die attenuierten Impfstoffe SA14-14-2 (Impfstamm SA14-14-2, China, 1988), und ImoJEV (Impfstamm ChimeriVax-JE).
Der inaktivierte Japanische-Enzephalitis-Impfstoff befindet sich auf der Liste der unentbehrlichen Arzneimittel der Weltgesundheitsorganisation.

### Inhaltsstoffe
Zusatzstoffe in Ixiaro sind neben Wasser NaCl, Dinatriumhydrogenphosphat, Kaliumdihydrogenphosphat und möglicherweise Spuren von Protaminsulfat und Formaldehyd aus dem Herstellungsprozess. Er enthält kein Thiomersal, keine Gelatine oder andere Stabilisatoren und Konservierungsmittel.

## Immunologie
Nach einer zweifachen Impfung entwickeln Geimpfte messbare Titer für neutralisierende Antikörper, die ein Jahr vor einer erneuten Infektion mit Japanische-Enzephalitis-Viren schützen.

## Nebenwirkungen
Unerwünschte Arzneimittelwirkungen von Japanische-Enzephalitis-Impfstoffen sind Schmerzen, Rötung, Schwellung und Muskelschmerzen an der Einstichstelle sowie Fieber.

## Gegenanzeigen
Gegenanzeigen für Japanische-Enzephalitis-Impfstoffe sind z. B. Schwangerschaft und allergische Reaktionen gegen Impfstoffbestandteile.

## Handelsnamen
Handelsnamen für Japanische-Enzephalitis-Impfstoffe sind z. B. Ixiaro (JEspect in Australien), SA14-14-2 und ImoJEV.